# ژان وت‌استاین
ژان وت‌استاین (فرانسوی: Jean Wettstein‎؛ زادهٔ ۱۳ مارس ۱۹۳۳) بازیکن فوتبال بود.
وی همچنین در تیم ملی فوتبال فرانسه بازی کرده‌است.